# نظریه K
در ریاضیات، نظریه K (به انگلیسی: K-Theory) (یا K-نظریه)، به بیان نادقیق، مطالعه حلقه‌هایی است که توسط کلاف‌های برداری روی فضاهای توپولوژیکی یا اسکیم‌ها تولید شده باشند. این نظریه در توپولوژی جبری به صورت نظریه کوهمولوژی پدیدار می‌گردد که به نظریه Kی توپولوژیکی معروف می‌باشد. در جبر و هندسه جبری، به آن نظریه Kی جبری گفته می‌شود. همچنین این نظریه ابزاری بنیادین در شاخه جبرهای عملگری می‌باشد. این نظریه را می‌توان به عنوان مطالعه برخی از انواع ناورداهای ماتریس‌های بزرگ نیز دید.
نظریه K به ساخت خانواده‌هایِ K-تابعگون‌ها (یا تابعگون‌های K) می‌پردازد که از فضاهای توپولوژیکی یا اسکیم‌ها به حلقه‌های متناظرشان نگاشته می‌شوند؛ این حلقه‌ها برخی از جنبه‌های ساختار فضاها یا اسکیم‌های اصلی را انعکاس می‌دهند. علت چنین نگاشت از نوع تابعگون، همچون تابعگون‌هایی که در توپولوژی جبری به گروه‌ها نگاشته می‌شوند، تسهیل محاسبه برخی از خواص توپولوژیکی از حلقه‌های نگاشته شده از فضاهای اصلی یا اسکیم‌ها می‌باشد. مثال‌هایی از نتایجی که از رهیافت نظریه K حاصل می‌گردند شامل این موارد می‌باشد: قضیه گروتندیک-ریمان-رخ، تناوب بات، قضیه اندیس عطیه-سینگر و اعمال آدامز.
در فیزیک انرژی بالا، نظریه K و به خصوص نظریه K پیچش‌یافته، در نظریه ریسمان‌های نوع II ظاهر می‌گردند. در نظریه ریسمان‌ها حدس زده شده که نظریه K منجر به رده‌بندی D-برین‌ها (D-brane)، میدان قدرت راموند-راموند و همچنین برخی از اسپینورهای روی منیفلدهای مختلط تعمیم‌یافته می‌گردند. نظریه K در فیزیک ماده چگال جهت رده‌بندی عایق‌های توپولوژیکی، ابررساناها و رویه‌های فرمی پایدار به کار رفته‌اند. برای اطلاعات بیشتر در مورد کاربردهای این نظریه در فیزیک، مقاله نظریه K را ببینید.

## ارجاعات
1. ↑  Atiyah, Michael (2000). "K-Theory Past and Present". arXiv:math/0012213.